# Onthophagus gulo
Onthophagus gulo là một loài bọ cánh cứng trong họ Bọ hung (Scarabaeidae).